# Vierge de l'Oranger
La Vierge de l'Oranger (en italien : Madonna dell'Arancio) ou Vierge à l'Enfant trônant avec les saints Jérôme et Louis de Toulouse est une peinture à l'huile sur panneau de 212 × 139 cm réalisée en 1496-1498 par le peintre italien Cima da Conegliano. Elle est conservée aux Galeries de l'Académie de Venise.

## Description
La toile tire son surnom de l’oranger derrière la Vierge et l'Enfant, dont les fleurs symbolisent la pureté de Marie et dont les fruits se réfèrent à son rôle de nouvelle Ève. A gauche on trouve saint Jérôme, à droite la figure de saint Louis de Toulouse, qui a renoncé au trône de France pour entrer dans l’ordre franciscain. Au fond à gauche un paysage représente un chemin sur une colline menant à un bourg fortifié.

## Histoire
La toile était destinée à l'origine à l'église franciscaine Santa Chiara de Murano à Venise.
L’œuvre a d'abord été transférée au Palais royal de Venise en 1810, puis à Vienne en Autriche (Hof Museum) en 1816 et enfin aux Gallerie dell’Accademia de Venise après la fin de la Première Guerre mondiale à titre de dommages de guerre (1919),.

## Galerie

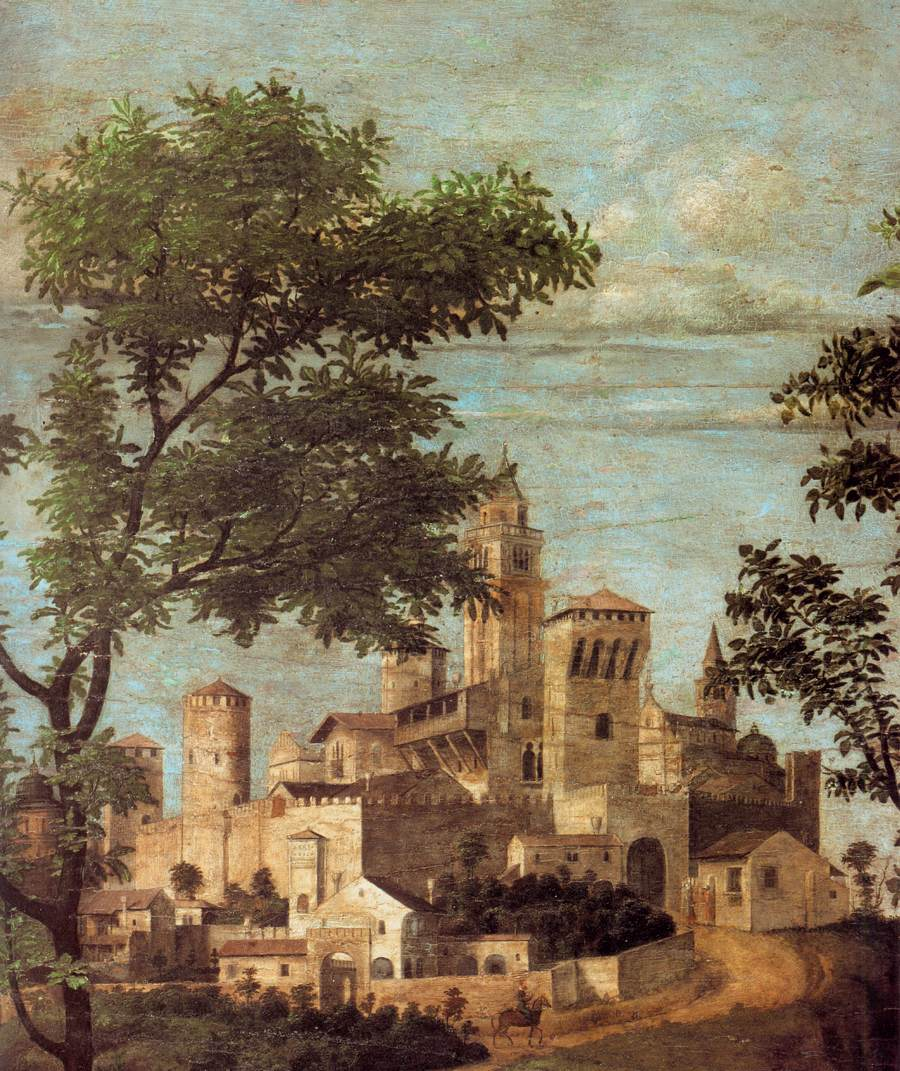
Paysage
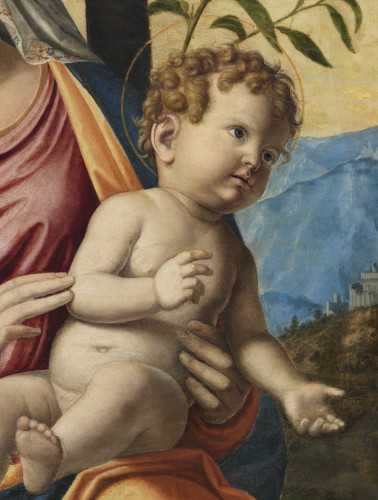
Enfant Jésus